# Зубайраев, Успан Абусаидович
Успа́н Абусаи́дович Зубайра́ев (род. 15 августа 1958, Фрунзе) — советский и российский актёр и режиссёр, главный режиссёр молодёжного театра «Серло», Народный артист Чеченской Республики (2005 год).

## Биография
Чеченец. Родился в депортации 15 августа 1958 года в городе Фрунзе Киргизской ССР. Вскоре после его рождения семья вернулась на родину.
В 1976 году окончил среднюю школу в Гудермесе. После окончания школы работал в Чечено-Ингушском драматическом театре имени Х. Нурадилова. В 1977—1979 годах проходил службу в Группе советских войск в Германии.
После окончания службы вернулся в родной театр. В 1982 году окончил театральное отделение культпросветучилища в Грозном. В 1990 году заочно окончил актёрский факультет Государственного института театрального искусства им. А. В. Луначарского (ГИТИС) (мастерская Давида Григорьевича Ливнева и Светланы Леонидовны Собиновой).
Один из ведущих артистов Чеченского драматического театра. Исполнял роли первого плана в спектаклях «Бож-Али» Абдул-Хамида Хамидова, «Кровавая свадьба» Гарсиа Лорки, «Из тьмы веков» Идриса Базоркина, «Кориолан» Уильяма Шекспира и многих других.
Сотрудничает с театром Серло с момента его основания. Сыграл ряд ролей в спектаклях «Время героев», «Денисолт», «Ушедшие за саваном», «Новогодние сновидения», «Новогоднее чудо», «Люди в ночи». Здесь же состоялся режиссёрский дебют Зубайраева: в 2012 году им был поставлен спектакль «Сказка о Берсе и Жовхаре».
В 2001 году ему было присвоено звание Заслуженного, а в 2005 году — Народного артиста Чеченской Республики.